# 让·热尔松
让·热尔松（法語：Jean Charlier de Gerson，1363年12月14日—1429年7月12日），法国学者、教育家、改革家、神学家、诗人，巴黎大学校长，罗马天主教会议至上主义运动领导人之一，康士坦斯大公会议中知名神学家，是最早发展出自然权力理论，最早维护圣女贞德的人之一。